# كارل ك. كريستنسن
كارل ك. كريستنسن (بالإنجليزية: Carl C. Christensen)‏ هو شخصية أعمال وسياسي أمريكي، ولد في 1 أكتوبر 1891، وتوفي في 20 يونيو 1956. حزبياً، نشط في الحزب الجمهوري. وقد انتخب عضو جمعية ولاية ويسكونسن.